# Stazione di Mangone
La stazione di Mangone è una fermata ferroviaria posta sulla linea Cosenza-Catanzaro Lido. Serve il centro abitato di Mangone ed è posta a 629 metri s.l.m.

## Movimento
La fermata è servita dai treni delle Ferrovie della Calabria in servizio sulla relazione Cosenza-Marzi.